# Anchorage, Alaska
Anchorage là một thành phố ở phía nam của tiểu bang Alaska (Hoa Kỳ). Đây là thành phố lớn nhất của tiểu bang này và là trung tâm giao thông vận tải, thương mại của phần lớn vùng Trung và Tây của Alaska. Thành phố được kết nối bởi Xa lộ Glenn và Xa lộ Alaska, một tuyến đường đến nhánh sông Dawson thuộc tỉnh bang British Columbia của Canada. Thành phố có Sân bay quốc tế Ted Stevens Anchorage, một sân bay trung tâm vận tải hàng hóa. Nền kinh tế của thành phố chủ yếu là do nguồn tài nguyên dồi dào của Alaska như dầu mỏ, khí thiên nhiên và cá. Hai căn cứ quân sự gần đó đã được xây dựng trong Thế chiến thứ hai, đó là Fort Richardson và Căn cứ không quân Elmendorf, hai cơ sở sử dụng lao động quan trọng của địa phương. Ngoài ra, du lịch đang trở thành nguồn thu quan trọng của thành phố này.
Cộng đồng dân cư ở đây đã được thiết lập năm 1915 làm trụ sở của Đường sắt Alaska đến Fairbanks. Anchoorage hình thành năm 1920. Anchorage đã phát triển nhanh chóng trong Thế chiến thứ hai khi nó trở thành bộ chỉ huy của U.S. Alaska Defense Command. Năm 1942, Xa lộ Alaska đã được xây dựng như một phần của việc bảo vệ bờ biển phía tây đã kết nối vùng này với phần còn lại của nước Mỹ. Một trận động đất lớn xảy ra ngày 27 tháng 3 năm 1964 đã gây chết người và hư hỏng nặng nề cho thành phố nhưng thành phố nhanh chóng được tái thiết. Anchorage trải qua một thời kỳ bùng nổ kinh tế vào thập niên 1960 khi dầu mỏ được phát hiện ở Vịnh Prudhoe và những giếng dầu khác. Đường ống dẫn dầu Alaska dùng để vận chuyển dầu thô được xây giữa thập niên 1970. Anchorage có diện tích 4396 km² với độ cao trung bình 31 m. Theo điều tra dân số năm 2000, người da trắng chiếm 72,2%, thổ dân Mỹ chiếm 7,3%, da đen chiếm 5,8%, châu Á chiếm 5,5%, các sắc dân Thái Bình Dương chiếm 0,9%, dân Mỹ Latin chiếm 5,7%. Dân số năm 1980 là 174.431; 226.338 (1990); 260.283 (2000); 270.951 (ước tính).
Ngày 27 tháng 3, năm 1964 một trận động đất mạnh 9,2 Mw đã diễn ra và có sóng thần ảnh hưởng đến thành phố và nhiều vùng của Alaska, khiến 143 người thiệt mạng.

## Thành phố kết nghĩa
Anchorage có một số thành phố kết nghĩa:
- Camiling, Philippines
- Gia Nghĩa, Đài Loan
- Chitose, Nemuro, Noshiro, Obihiro, Saroma, Teshio, Nhật Bản
- Darwin, Úc
- Hammerfest, Na Uy
- Cáp Nhĩ Tân, Cộng hòa Nhân dân Trung Hoa
- Incheon, Hàn Quốc
- Khabarovsk, Magadan, Mirnyy, Noglicki, Okha, Petropavlovsk-Kamchatski, Providenya, Yakutsk, Yelisovo, Yuzhno-Sakhalinsk, Vladivostok, Nga
- Mo i Rana, Na Uy
- Tromsø, Na Uy
- Whitby, Anh